# Claude Cohen-Tannoudji
Claude Cohen-Tannoudji (Constantine, 1 april 1933) is een Frans/Algerijns natuurkundige die in 1997 de Nobelprijs voor Natuurkunde kreeg met Steven Chu en William Daniel Phillips "Voor de ontwikkeling van methoden om atomen af te koelen en te vangen met laserlicht".

## Biografie
Na zijn eindexamen verliet Cohen-Tannoudji zijn geboorteland Algerije en ging hij naar Parijs. Aan de École normale supérieure studeerde hij onder Henri Cartan, Laurent Schwartz en Alfred Kastler. In 1962 promoveerde hij in de natuurkunde.
Na gewerkt te hebben voor het Centre national de la recherche scientifique (CNRS, Nationaal Centrum voor Wetenschappelijk Onderzoek) werd hij in 1964 hoogleraar aan de Universiteit van Parijs. In 1973 werd hij benoemd tot hoogleraar atomaire en moleculaire fysica aan het Collège de France.
Begin jaren 1980 begon hij college te geven over radiatieve krachten op atomen in laserlichtvelden. Samen met Alain Aspect, Christophe Salomon en Jean Dalibard formeerde hij een laboratorium om onderzoek te doen naar laserkoeling. Voortbouwend op het werk van de Amerikanen Chu en Phillips verbeterde hij het proces van optische koeling en ontwikkelde hij een laserval om alleenstaande atomen te isoleren met een proces dat Sisyfus-koeling wordt genoemd. Met dit laserkoelproces slaagde men in 1997 erin om 'ingevangen' atomen af te koelen tot 0,18 microkelvin.
Naast de Nobelprijs werd Cohen-Tannoudji ook onderscheiden met de Paul Langevin-prijs (1963), de Thomas Young Medal and Prize (1964), de Ampereprijs (1980) en de Matteucci Medal (1994).